# Leila Usher
Leila Usher (26 d'agost de 1859 - 13 d'agost de 1955) va ser una escultora americana.
Leila Woodman Usher va néixer a Onalaska, el 1859. Els seus pares van ser Isaac Lane Usher i Susannah Coffin Woodman. Va ser alumna de l'escultor anglès H.H. Kitson a Boston, de l'escultor americà George Brewster a Cambridge, i d'August Saint-Gaudens a Nova York. També va estudiar a París i a Roma.
El seu treball més conegut és un bust de l'educador Booker T. Washington, encarregat per l'Institut de Tuskegee. Al llarg de la seva carrera va produir diversos baixos relleus de figures destacades com la sufragista Susan B. Anthony, el professor Francis James Child, i el geòleg John Wesley Powell.
Usher va rebre la Medalla de Bronze en l'Exposició d'Atlanta de 1895, i el seu treball també va ser premiat en l'Exposició Universal de San Francisco (1915). Diversos museus tenen obres de Usher en les seves col·leccions, entre els quals destaquen el Bowdoin College, Bryn Mawr College, la Universitat de Hampton, la Universitat Johns Hopkins, i el Radcliffe College.
Va morir a Nova York el 13 d'agost de 1955, a l'edat de 95 anys.